# Christuskerk (Bremerhaven-Geestemünde)
De Christuskerk (Duits: Christuskirche) is een protestants-luthers kerkgebouw in Bremerhaven-Geestemünde in het Ortsteil Geestendorf.

## Geschiedenis
In 1827 werd de stad Bremerhaven gesticht en vanaf 1845 begon de voortvarende ontwikkeling van Geestemünde met de bouw van havens aan de zuidelijke oever van de Geeste. Het inwonertal van Geestendorf liep snel op en de oude aan Maria gewijde dorpskerk werd te klein voor de eveneens snel groeiende geloofsgemeenschap.  
In 1868 gaf de kerkenraad de bouwmeester Conrad Wilhelm Hase opdracht om een nieuwe kerk te ontwerpen. In 1872 werd begonnen met de bouw en op 14 november 1875 volgde de inwijding. Vanwege het gebruik van slechte mortel moest echter het muurwerk van de toren in 1877 weer worden afgebroken. De herbouw ervan werd voltooid in 1880.

## Beschrijving
De drieschepige hallenkerk werd in neogotische stijl gebouwd. Het gebouw bestaat uit een kerkschip met een ingesnoerd oostelijk koor en een westelijke kerktoren. Beide zijbeuken zijn iets lager dan de middenbeuk. De rijen zuilen dragen eenvoudige kruisgewelven. Het interieur heeft een lengte van 29 meter en een breedte van 18 meter. De muren worden doorbroken door hoge gotische ramen. Getrapte steunberen ondersteunen de buitenmuren van het kerkschip en het koor. Onder het zadeldak loopt een decoratief fries.
De 60 meter hoge toren wordt door een achthoekige met koperplaat gedekte spits bekroond, die op elke hoek geflankeerd wordt door kleine hoektorentjes. Donker geglazuurde bakstenen wisselen in de gevel de normaal gebrande bakstenen af. Het tweedelige portaal heeft een siergevel met een bakstenen roosvenster. 
Ook de van rode steen gebouwde pastorie op de hoek van de Schillerstraße 3/Kehdinger Straße werd naar het ontwerp van Hase gebouwd en van een schilddak voorzien. Het twee verdiepingen tellende, zakelijk vormgegeven woonhuis met een vierkante plattegrond werd in de jaren 1974-1975 verbouwd.
In 2002 werden de Christuskerk en de oude pastorie beschermde monumenten.

## Interieur
Van 1875 tot 1966 bevond zich op de circa twee meter hogere galerij het oorspronkelijke orgel van de firma Peternell uit Seligenthal in Thüringen. Het huidige orgel werd in 1967 in gebruik genomen en bezit 40 registers op drie manualen en pedaal. Het instrument werd door de firma Hillebrand uit Altwarmbüchen bij Hannover gebouwd. 
Het altaar wordt tussen de zuilenparen gescheiden nissen versierd met olieverfwerken met florale ornamenten en vier personen uit het Oude Testament: Aäron, Melchisedek, Izaäk en Abel. Het kruis met het corpus van Christus reikt bijna tot aan de spits van het middelste koorraam. 
Aan de kansel zijn de schilderijen van de vier evangelisten aangebracht. 
Het achthoekige doopvont van zandsteen symboliseert de achtste scheppingsdag, d.w.z. de opstanding van Christus.
De smeedijzeren paaskandelaar werden in 1999 door de kunstenaar Hermann Holsten uit Otterstedt gemaakt. De buitenste ring met twaalf kaarsen staat symbool voor de twaalf poorten van het Hemels Jeruzalem, de vier binnenste kaarsen voor de vier evangeliën en het licht in het centrum voor Jezus Christus. 
In 1952 maakte de glasschilder Heinz Lilienthal uit Bremen meerdere ramen voor de kerk. 

## Klokken
De klokken moesten in beide wereldoorlogen worden afgestaan om te worden omgesmolten tot wapens. Het huidige gelui van vier klokken stamt uit 1955 en werd door de firma Rincker gegoten. Ze zijn gestemd op de tonen fis - ais - cis en de tussentoon gis.